# ألبرت موراليس
ألبرت موراليس (بالإنجليزية: Albert Morales) هو فنان قتال مختلط أمريكي، ولد في 25 مايو 1991 في لوس أنجلوس في الولايات المتحدة.

## وصلات خارجية
- ألبرت موراليس على موقع يو إف سي (الإنجليزية)
- ألبرت موراليس على موقع شيردوغ (الإنجليزية)
- ألبرت موراليس على موقع IMDb (الإنجليزية)
- ألبرت موراليس على موقع قاعدة بيانات الفيلم (الإنجليزية)